# Атике-султанија (ћерка Ахмеда I)
Атике-султанија (тур. Atike Sultan) је била ћерка Ахмеда I.

## Биографија
Атике-султанија је рођена у Истанбулу око 1608. године, као ћерка султана Ахмета и мајке која је за време султана Мурата живела у Старој палати.
Атике је први пут удата 1622. године за сина Екмекчизаде Ахмед-паше, чији идентитет није познат.
Атике је следећи брак склопила са Кенан-пашом 1625. године. Током тог брака, Атике је примала 330 аспера дневно, што је било мање у односу на Косемине кћери. 
Атике-султанија је обучавала и образовала будућу султанију Турхан, мајку Мехмеда IV. Након смрти Кенан-паше у фебруару 1652. године, султанија Турхан је исте године организовала нови брак за ову султанију, која се преудала за Доганчи Јусуф-пашу.
Атике је била духовна мајка будућег Михнее III од Влашке и бринула се о њему док је боравио у Истанбулу. Помогла му је финансијски 1658. године са 140.000 акчи.

## Смрт
Првобитно се тврдило да је Атике-султанија умрла 1674. године, али се у једном судском документу из Истанбула датираном 1663-1664. године појављује као преминула. Према писањима Евлије-челебије, умрла је 1660. године и сахрањена је у маузолеју Ибрахима I.